# El Trimestre Económico
El Trimestre Económico es una revista académica mexicana sobre temas de economía, editada por el Fondo de Cultura Económica desde 1937. Es la revista de economía más antigua de América Latina y una de las más importantes editadas en español.

## Historia
En 1921 se celebra el Primer Congreso Internacional de Estudiantes. Entre los asistentes se encontraban Daniel Cosío Villegas, Arnaldo Orfila Reynal, Eduardo Villaseñor y Manuel Gómez Morín.
En 1928 aparece la Revista Mexicana de Economía dirigida primero por Jesús Silva Herzog y más tarde por Eduardo Villaseñor, de la que se publican cuatro números entre 1928 y 1929.
En 1929 aparece la revista Economía, antecesora directa de El Trimestre Económico, dirigida por Daniel Cosío Villegas. Ese mismo año se funda la sección de estudios económicos (precursora de la Escuela Nacional de Economía) en la Facultad de Jurisprudencia de la Universidad Nacional de México.
En 1933, Daniel Cosío Villegas y Eduardo Villaseñor planean la nueva revista y deciden hacerla según el modelo de Quarterly Journal of Economics, de ahí el título de El Trimestre Económico.
En abril de 1934 sale a la luz el primer número de El Trimestre Económico, dirigido conjuntamente por Daniel Cosío Villegas y Eduardo Villaseñor. No mucho después los promotores de la carrera de economía que se impartía en la Facultad de Derecho, con el apoyo del rector Manuel Gómez Morín, fundan la Escuela Nacional de Economía. El 3 de septiembre es fundado el Fondo de Cultura Económica (FCE) como parte de un fideicomiso del Banco Nacional Hipotecario Urbano y de Obras Públicas (hoy Banobras). En 1937, El Trimestre Económico pasa a editarse bajo el sello del FCE.

### Directores
| Director                                   | Años                    |
| ------------------------------------------ | ----------------------- |
| Daniel Cosío Villegas Eduardo Villaseñor * | 1934 - 1948             |
| Emigdio Martínez Adame                     | 1938 - 1948 1958 - 1959 |
| Víctor L. Urquidi                          | 1943 - 1948 1949 - 1957 |
| Jesús Silva Herzog                         | 1948 - 1949             |
| Javier Márquez Blasco                      | 1953 - 1957             |
| Óscar Soberón Martínez                     | 1959 - 1985             |
| Carlos Bazdresch Parada                    | 1985 - 1994             |
| Rodolfo de la Torre García                 | 1995 - 2001             |
| José Blanco Mejía                          | 2001 - 2003             |
| Fausto Hernández Trillo                    | 2003 - 2019             |
| Julio Boltvinik Kalinka                    | 2019                    |
| Orlando Delgado Selley                     | 2019 -                  |
| Saúl Escobar Toledo José Valenzuela Feijóo | 2019 - 2023             |
| Jorge Isaac Egurrola                       | 2020 -                  |
| Antonio Ibarra Romero Carlos Salas Páez    | 2024 -                  |
| *Fundadores.                               |                         |

Desde su fundación hasta 1957, El Trimestre Económico mantuvo, mayoritariamente, direcciones colectivas. De 1934 a 1948 fue dirigido por Daniel Cosío Villegas y Eduardo Villaseñor Ángeles; entre 1937 y 1938 se incluyó a Manuel Mesa Andraca como director adjunto y, en 1938, Emigdio Martínez Adame se agrega en la dirección de la revista. En 1943, el economista Víctor L. Urquidi aparece como director, junto con Cosío, Villaseñor y Martínez Adame.
En 1948, los cuatro directores se integran al primer «Comité de Redacción» y la revista es dirigida por Jesús Silva Herzog con Jorge Espinosa de los Reyes como secretario. Al año siguiente, Urquidi retoma la dirección y, de 1953 a 1957, la dirige junto con Javier Márquez Blasco y Enrique González Pedrero como secretario.
Desde 1958, la revista ha sido dirigida por Emigdio Martínez Adame; Óscar Soberón Martínez, de 1959 hasta su muerte en abril de 1985; Carlos Bazdresch Parada, de 1985 a 1994; Rodolfo de la Torre García, de 1995 a 2001; José Blanco Mejía, de 2001 a 2003; y Fausto Hernández Trillo, de 2003 a 2019.

#### El Consejo Directivo y la «nueva época»
El 20 de febrero de 2019, el director del Fondo de Cultura Económica (FCE), Paco Ignacio Taibo II anunció cambios editoriales en la revista con el fin de «desmontar el pensamiento neoliberal», por lo que nombró un nuevo «Consejo Directivo» a cargo de Julio Boltvinik Kalinka, Orlando Delgado Selley, Saúl Escobar Toledo, Rosa Albina Garavito Elías y José Valenzuela Feijoó. La decisión provocó críticas por parte de la comunidad de expertos económicos debido a la carga ideológica de los nuevos directivos. Ante esto, los miembros del Comité Dictaminador publicaron una carta en la que llaman a que «se preserve el carácter científico, abierto y plural de El Trimestre Económico, que se mantenga su orientación y compromiso ajenos a toda práctica de selección ad hoc de temáticas y a la exclusión o preferencia de orientaciones particulares teóricas o ideológicas».
En el número 342, fue presentada la nueva etapa de la revista junto con artículos seleccionados bajo la dirección de Hernández Trillo. La presentación del número incluyó un recuento sobre la política editorial seguida por las directores previos, firmado por los cinco miembros del Consejo propuestos por Taibo. En el artículo, se afirma que, con la llegada a la dirección de Carlos Bazdresch Parada en 1985, la línea editorial de El Trimestre Económico fue modificada sustancialmente debido a la postulación de la revista «como una publicación en la que deberían prevalecer los criterios científicos» y calificó como «discutible» la política y criterios de selección de artículos seguidos por el Comité Dictaminador y la Dirección. Asimismo, destacó el «predominio de una visión teórica que se ha autocalificado como pensamiento único» a la que atribuye la pérdida de lectores en la época, aunque reconoció la incorporación de textos de importancia para la comprensión de la dinámica económica.
Para el siguiente número correspondiente a julio-septiembre de 2019 y el primero de la nueva época, aparecieron los artículos seleccionados por el Consejo Directivo —sin la participación de Garavito Elías— junto con una presentación donde se detalla la introducción de las secciones «Otras Voces», «Clásicos de la Economía», «Notas y comentarios bibliográficos» y «Documentos».
En septiembre de 2019, Taibo II anunció la salida de Boltvinik del Consejo Directivo. En abril de 2020, Jorge Isaac Egurrola se integró al Consejo Directivo. Saúl Escobar Toledo y José Valenzuela Feijóo dejan el Comité Directivo en 2023 y se incorporan Antonio Ibarra Romero y Carlos Salas Páez a partir del número 359.